# ساشا کوری
ساشا کوری (انگلیسی: Sacha Cori؛ زادهٔ ۱۲ مهٔ ۱۹۸۹) بازیکن فوتبال اهل ایتالیا است.
از باشگاه‌هایی که در آن بازی کرده‌است می‌توان به باشگاه فوتبال کوزنتسا کالچو، باشگاه فوتبال ویرتوس انتلا، باشگاه فوتبال ونتزیا، باشگاه فوتبال روبور سیه‌نا، باشگاه فوتبال چزنا، باشگاه فوتبال امپولی، باشگاه فوتبال اتلتیکو آرتزو، و باشگاه فوتبال ترنانا اشاره کرد.